# Волоковская сельская община
Волоковская сельская община (укр. Волоківська сільська громада) — территориальная община в Черновицком районе Черновицкой области Украины.
Административный центр — село Волока.
Население составляет 6837 человек. Площадь — 56 км².
В соответствии с распоряжением Кабинета Министров Украины от 12 июня 2020 года, в состав общины вошла территория Волоковского и Валякузьминского сельских советов упразднённого Глыбокского района, а также село Крупянское Великобудского сельского совета упразднённого Герцаевского района

## Населённые пункты
В состав общины входит 4 села:
- Волока
  - Грушевка
- Валякузьминский старостинский округ:
  - Валя Кузьмина
- Крупянский старостинский округ:
  - Крупянское